# ريان إيبانكس
ريان إيبانكس (10 ديسمبر 1984 في المملكة المتحدة - ) (بالإنجليزية: Ryan Ebanks)‏ هو لاعب كريكت بريطاني. شارك مع منتخب جزر كايمان للكريكت.